# سووتسکایا گاوان
شهر سووتسکایا گاوان (به روسی: Советская Гавань) در کشور روسیه و در کرای خاباروفسک واقع شده‌است.